# Filoxen (poeta)
Filoxen, en llatí Philoxenus, en grec antic Φιλόξενος, fou un poeta grec, autor d'un epigrama que consta a l'Antologia grega, dedicat a Tlepòlem fill de Polícrit, que havia guanyat un premi olímpic l'any 256 aC el que permet situar la seva època vers la segona meitat del segle iii aC.